# Lac Sand Point
Le lac Sand Point (en anglais : Sand Point Lake) est un lac à la frontière de l'État américain du Minnesota et de la province canadienne de l'Ontario. Sa partie ouest, dans le comté de Saint Louis, relève du parc national des Voyageurs.